# Santa Lucia di Serino
Santa Lucia di Serino är en ort och kommun i provinsen Avellino i regionen Kampanien i Italien. Kommunen hade 1 400 invånare (2017).